# Plectranthus rotundifolius

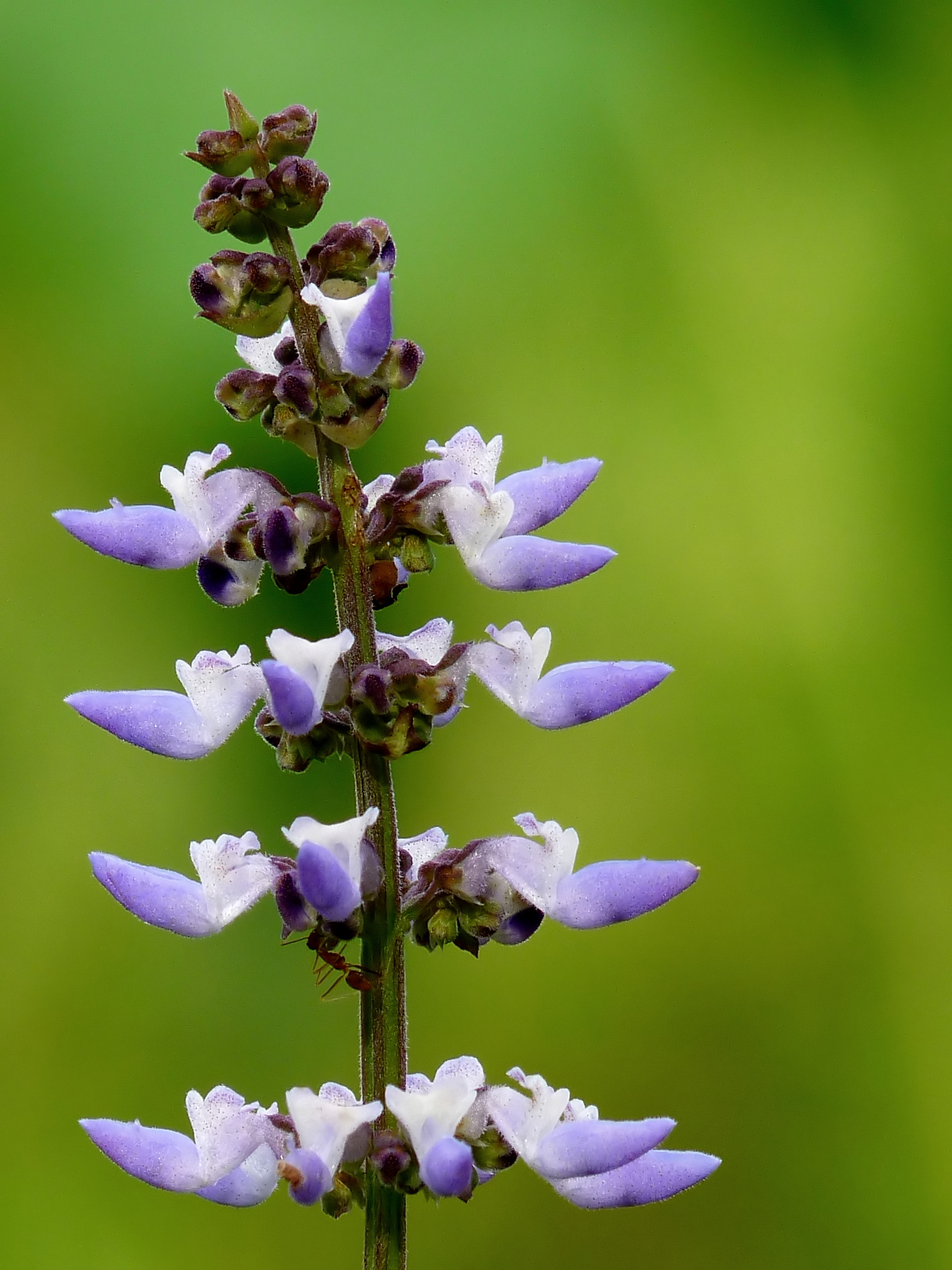
Flores de P. rotundifolius.

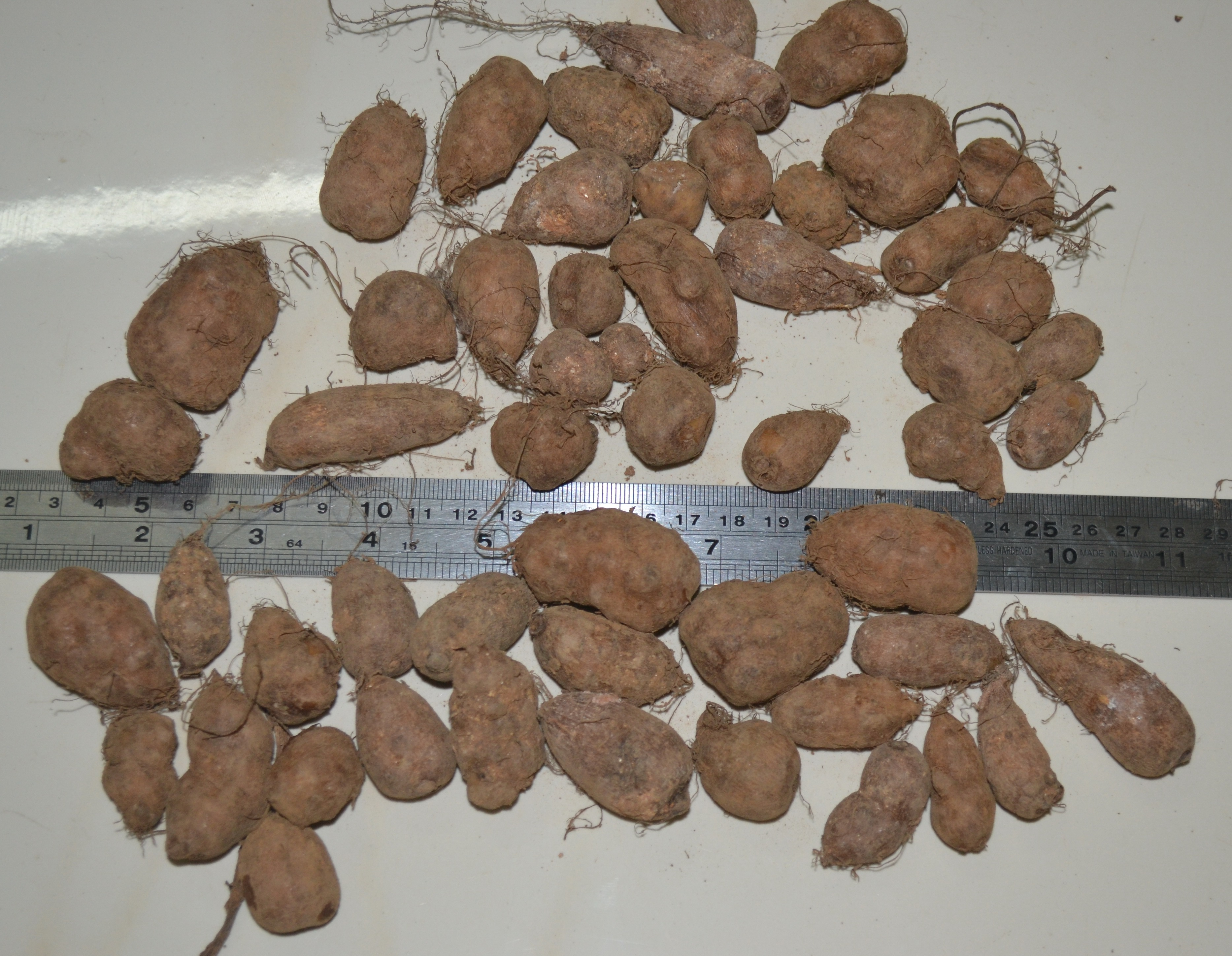
Tubérculos con una regla.

Plectranthus rotundifolius o Solenostemon rotundifolius, conocido generalmente como patata nativa en África y también llamada patata china en India es una planta herbácea perenne de la familia de las lamiáceas, oriunda de África tropical. Se cultiva por su tubérculos comestibles principalmente en África Occidental, así como más recientemente en partes de Asia, especialmente India, Sri Lanka, Malasia e Indonesia.
P. rotundifolius está estrechamente relacionada con los cóleos, plantas ampliamente cultivadas como ornamentales y es a menudo clasificada como miembro del género Solenostemon más que Plectranthus. Anteriormente fue clasificada en el ahora extinto género Coleus, la mayoría de cuyos miembros han sido reasignados al género Solenostemon.

## Uso y cultivo
Los tubérculos con forma de huevo son muy similar a la verdadera patata, solo que son más pequeños que las variedades que se comercializan. Generalmente se hierven pero también pueden ser asados, tostados o fritos. Su sabor es suave, pero más dulce que P. esculentus.
La patata nativa se usa mayormente como base de cultivo de subsistencia, aunque existen lugares donde se extrae la harina como en Burkina Faso.
Plectranthus rotundifolius es una de las tres Plectranthus nativas de África cultivadas por sus tubérculos comestibles y utilizando los mismos nombres vernáculos.  Las otras, Plectranthus esculentus y Plectranthus edulis, originarias de Etiopía y África del sur respectivamente, no se han extendido más allá de África.

## Nombres
| Nombres vernáculos de Plectranthus rotundifolius | Nombres vernáculos de Plectranthus rotundifolius                                      | Nombres vernáculos de Plectranthus rotundifolius                        |
| Región                                           | Lengua                                                                                | Denominación                                                            |
| Internacional y Europa                           |                                                                                       |                                                                         |
| ------------------------------------------------ | ------------------------------------------------------------------------------------- | ----------------------------------------------------------------------- |
| Internacional y Europa                           | Inglés                                                                                | China, del país, Coleus, Frafra, Hausa, nativa, sudanesa, o patata zulú |
| Internacional y Europa                           | Francés                                                                               | pomme de terre de Madagascar, du Soudan ou d'Afriquecoléus à tubercules |
| África                                           |                                                                                       |                                                                         |
| Chad                                             | ngaboyo                                                                               |                                                                         |
| Dioula, Minianka                                 | fabirama, fabourama                                                                   |                                                                         |
| Frafra (Gurenne)                                 | pesa, pessa                                                                           |                                                                         |
| Hausa                                            | tumuku                                                                                |                                                                         |
| Mandinka, Bambara                                | fa-birama. fabirama (fabourama)usu ni gé (oussou-ni-gué)usu ni Aleta (oussou-ni-fing) |                                                                         |
| Mossi (Mooré)                                    | peinssa                                                                               |                                                                         |
| Sur de Asia                                      |                                                                                       |                                                                         |
| Kannada                                          | ಸಂಬ್ರಾಲಿ saṃbrāli (sambrali)                                                              |                                                                         |
| Konkani                                          | कूक kūka (kooka)                                                                       |                                                                         |
| Malayalam                                        | കൂർക്ക kūrkka (koorka, koorkka)                                                         |                                                                         |
| Sinhala                                          | ඉන්නල innala                                                                           |                                                                         |
| Tamil                                            | சிறு கிழங்கு ciṟu kiḻUnṅku (siru kizhangu)                                                 |                                                                         |
| Sur Este Asiático                                |                                                                                       |                                                                         |
| Indonesio                                        | kentang hitam, Jawa, o kleci                                                          |                                                                         |
| Javanese                                         | kentang ireng                                                                         |                                                                         |
| Malayo                                           | ubi keling, ubi kemili                                                                |                                                                         |